# Antoine Luder
Antoine Luder (* 6. Oktober 1804 in Sembrancher; † 25. November 1873 ebenda) war ein Schweizer Politiker.

## Biografie
Luder wuchs als Sohn von Jacques-Joseph Luder in einer katholischen Familie in Sembrancher auf. Er heiratete 1838 Marie-Marguerite Delasoie. Sein Bürgerort war Sembrancher. Nach dem Besuch des Kollegiums in Saint-Maurice studierte Luder Recht an der Rechtsschule von Sitten und wurde Notar.
In den Jahren 1841–1845 und 1861–1862 war er Gemeindepräsident von Sembrancher. 1837 wurde er in den Walliser Landrat gewählt. Von 1840–1848, 1852–1857 und 1863–1873 sass er im Grossen Rat. Daneben wurde er von 1857–1860 Mitglied des Nationalrates für den Kanton Wallis in Bern. Zwischen 1857 und 1863 war er Walliser Staatsrates, und als solcher zuständig für Bau und Strassen. Er amtete auch als Kantonsrichter von 1843 bis 1848. 1856–1857 und 1867–1869 war er zudem Präfekt des Bezirks Entremont. Der anfänglich liberal ausgerichtete Luder schloss sich 1852 den Konservativen an. Er war ein Befürworter des Eisenbahnbaus und war ein Anhänger des Proporzwahlsystems für die Abgeordneten der bis zu 1848 existierenden Zehnden, welches das Unterwallis in der Zahl der Abgeordneten begünstigte. Im Militär erreichte er einen Rang eines Oberstleutnantes.